# Lambrequin

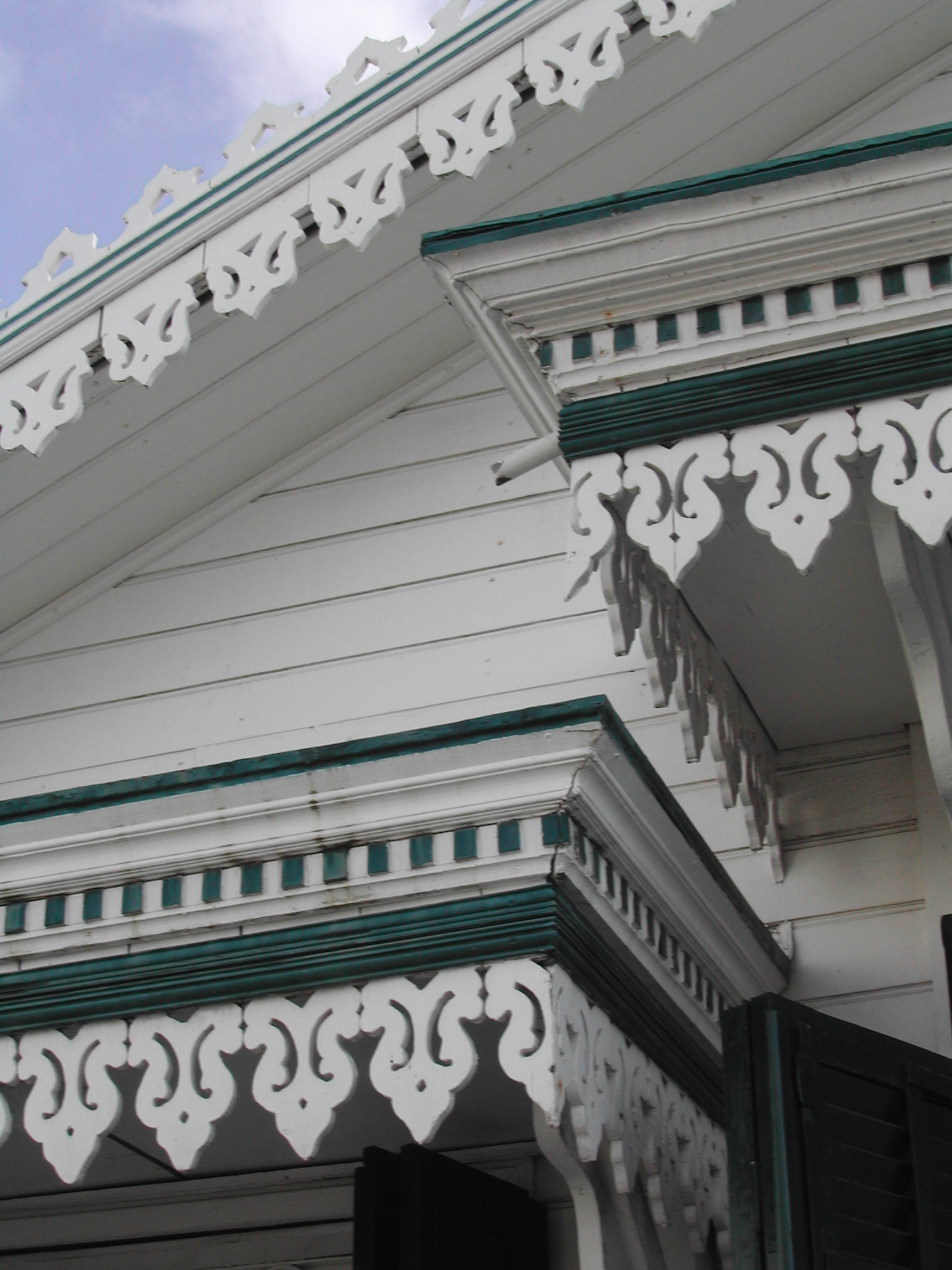
Lambrequin

Lambrequin, även lambrekäng, syftar ursprungligen på en på medeltida hjälmar anbringad duk med flikar. Inom heraldiken används det som synonym till hjälmtäcke.
Lambrekäng har senare kommit att beteckna en flikig bård över ett fönster, en sänghimmel eller liknande. Jean Bérain tog under barocken upp lambrekängen som ett dekorativt motiv i den så kallade Berainornamentiken. Därifrån har motivet även upptagits i allmogekonsten. Lambrekänger har även efterbildats i trä som takavslutning eller i predikstolar.